# Степненська сільська рада (Мар'їнський район)
| Степненська сільська рада — колишній орган місцевого самоврядування у Мар'їнському районі Донецької області з адміністративним центром у с. Степне. Сільській раді підпорядковані населені пункти: - с. Степне - Березове - с. Водяне - с. Солодке - с. Тарамчук |

## Склад ради
Рада складається з 20 депутатів та голови.

## Керівний склад сільської ради
| ПІБ                           | Основні відомості                                                    | Дата обрання | Дата звільнення |
| ----------------------------- | -------------------------------------------------------------------- | ------------ | --------------- |
| Петрова Людмила Григорівна    | Сільський голова, 1946 року народження, освіта, член Партії регіонів | 26.03.2006   | 31.10.2010      |
| Шаповалов Геннадій Васильович | Сільський голова, 1963 року народження, освіта вища, безпартійний    | 31.10.2010   |                 |

Примітка: таблиця складена за даними джерела